# Estelle Morris
Estelle Morris, baronowa Morris of Yardley (ur. 17 czerwca 1952), brytyjska polityk i członkini Partii Pracy, minister w rządzie Tony’ego Blaira.

## Życiorys
Urodziła się w rodzinie laburzystowskich deputowanych. Jej stryj, Alf Morris, reprezentował w latach 1964-1997 okręg Manchester Wythenshawe, a ojciec, Charles Morris, był w latach 1963-1983 deputowanym z okręgu Manchester Openshaw. Estelle ukończyła studia w Coventry na University of Warwick i w tamtym mieście rozpoczęła pracę jako nauczycielka w Sidney Stringer School. W latach 1979–1991 była członkiem rady dystryktu Warwick.
W 1992 wygrała wybory do Izby Gmin w okręgu Birmingham Yardley. Po wyborczym zwycięstwie Partii Pracy w 1997 r. została młodszym ministrem w departamencie edukacji i zatrudnienia. W 2001 została członkiem gabinetu jako minister edukacji i zdolności. Zrezygnowała dość niespodziewanie już w październiku 2002 r. i powróciła na swoje poprzednie stanowisko.
Morris powróciła do rządu w 2003 jako młodszy minister ds. sztuki w departamencie kultury, mediów i sportu. W 2005 r. zrezygnowała ze stanowisk politycznych i nie wystartowała w wyborach do Izby Gmin. W kwietniu tego roku została wicekanclerzem University of Sunderland. W maju została przewodniczącą Children’s Workforce Development Council. 15 czerwca 2005 r. otrzymała dożywotni tytuł parowski baronowej Morris of Yardley.
Lady Morris 18 lipca 2007 r. otrzymała tytuł doktora honoris causa edukacji od Manchester Metropolitan University.